# Рух за незалежність
Рух за незалежність — це прагнення людей до створення вільної, незалежної, суверенної держави.

## Рух за незалежністьУНР(до 1917р.)

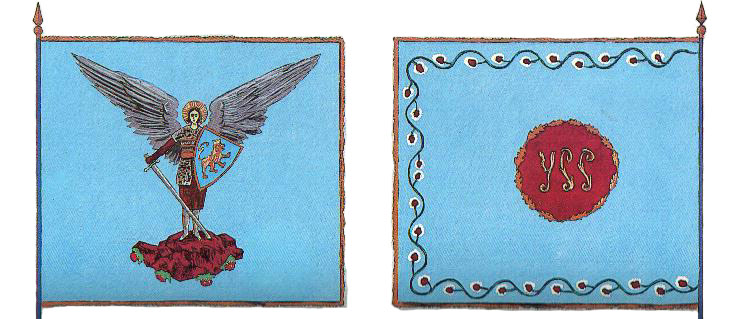
Емблема У. С.С (Українських січових стрільців), легіону, який боровся за незалежність України під час Першої Світової Війни

### Ідеологічні передумови
- Розвиток українського національного руху в XIX—XX століттях.
- Виникнення ідей українського державотворення.

### Становище України в Російській імперії
- Політична і економічна відсталість України.
- Насильницька русифікація України.

У XIX столітті в Україні розвивався український національний рух, який ставив за мету відродження української нації та її культури. У другій половині XIX століття виникли ідеї українського державотворення. У 1848 році в Києві було створено Кирило-Мефодіївське братство, яке ставило за мету створення незалежної української держави. У 1899 році було створено Революційну українську партію, яка також виступала за створення незалежної України.
У 1917 році в Україні відбулися події, які призвели до незалежної УНР:
- Лютнева революція в Росії[1]: В результаті революції в Росії було повалено царський режим і створено Тимчасовий уряд. Тимчасовий уряд проголосив свободу слова, друку, зборів і віросповідання. Це створило умови для розвитку українського національно-визвольного руху.
- Утворення Центральної Ради[2]: 4 березня 1917 року в Києві було створено Центральну Раду, яка стала органом, що представляв інтереси українського населення в Російській імперії.

## Рух занезалежністьУкраїни (1930—1991)

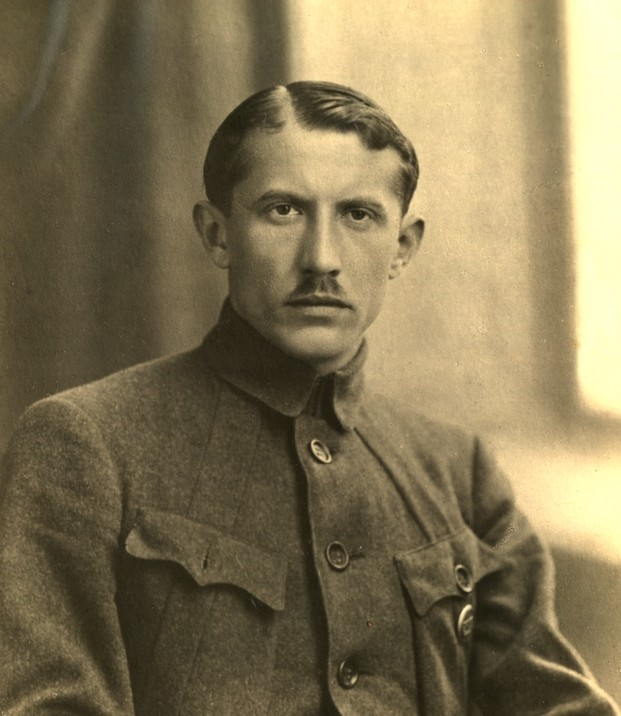
Очільник ОУН Євген Коновалець (1929—1938)

### БоротьбаОУНза незалежність України[3]
Організація українських націоналістів (ОУН) була однією з найважливіших сил, які боролися за незалежність України в XX столітті. ОУН була заснована в 1929 році і ставила за мету створення незалежної соборної української держави.
ОУН вела боротьбу за незалежність України в різних формах, включаючи:
- Підпільну діяльність — ОУН створювала підпільні організації і мережі, які проводили пропагандистську роботу, організовували терористичні акти проти представників радянської влади та німецьких окупантів.
- Збройну боротьбу — у 1942 році ОУН створила Українську повстанську армію (УПА), яка вела збройну боротьбу проти радянських військ, німецьких окупантів і польських бандерівців.

ОУН була неоднозначною організацією. Вона була об'єктом критики за використання насильства і тероризму. Однак, незважаючи на критику, ОУН є важливою частиною української історії і культури. Її боротьба за незалежність є прикладом героїзму і відданості українській національній ідеї.

#### Основні етапи боротьби ОУН за незалежність
- 1929—1939 роки — ОУН здійснювала підпільну діяльність в Україні та інших країнах, де проживали українці. Вона проводила пропагандистську роботу, організовувала терористичні акти проти представників радянської влади та польської влади.
- 1939—1945 роки — ОУН вела боротьбу проти радянської влади та німецьких окупантів. У 1942 році була створена УПА, яка стала військовим крилом ОУН.
- 1945—1991 роки — ОУН продовжувала вести підпільну діяльність в Україні. Вона була розгромлена радянськими спецслужбами в 1950-х роках, однак її ідеї продовжували надихати українців у боротьбі за незалежність.

#### Вплив боротьби ОУН на незалежність України
Боротьба ОУН за незалежність України мала значний вплив на розвиток української держави. Вона:
- Сприяла пробудженню української національної свідомості.
- Стала символом української боротьби за незалежність.
- Вплинула на розвиток українського національного руху.

ОУН була однією з найважливіших сил, які призвели до створення незалежної України в 1991 році. Її боротьба за незалежність є важливим фактором, який вплинув на сучасний розвиток України.

#### Заключні висновки
Боротьба ОУН за незалежність України була тривалою і важкою. ОУН була неоднозначною організацією, однак її внесок у розвиток України є неоціненним. Її боротьба за незалежність є прикладом героїзму і відданості українській національній ідеї.

### Дисидентський рух[4]
Дисидентський рух в Україні виник в 1960-х роках як протест проти радянського режиму. Діячі дисидентського руху виступали за дотримання прав людини, свободу слова та незалежність України.

#### Причини виникнення дисидентського руху
Причинами виникнення дисидентського руху в Україні були такі:
- Радянський режим проводив політику русифікації та придушення української національної ідентичності.
- Радянський режим порушував права людини, такі як свобода слова, друку, зборів і віросповідання.
- В Україні виникла нова інтелігенція, яка була освіченою і незалежна у своїх поглядах.

#### Форми діяльності дисидентів[5]
Діячі дисидентського руху використовували різні форми діяльності для вираження свого протесту проти радянського режиму. 
До них належали:
- Публічне поширення інформації про порушення прав людини і свободи слова в СРСР.
- Створення підпільних організацій і гуртків, які займалися політичною та культурною діяльністю.
- Акції протесту, такі як голодування, демонстрації та пікети.

#### Репресії проти дисидентів[6]
Радянська влада жорстоко переслідувала діячів дисидентського руху. Вони були засуджені до тюремного ув'язнення, заслання або психіатричних лікарень.

#### Вплив дисидентського руху
Дисидентський рух в Україні зіграв важливу роль у боротьбі за незалежність. Він сприяв пробудженню української національної свідомості і показав, що українці не згодні з радянським режимом. Дисидентський рух був одним із чинників, які призвели до розпаду Радянського Союзу.

#### Діячі дисидентського руху[7]
Серед найвідоміших діячів дисидентського руху в Україні були:
- Іван Дзюба — літературознавець, дисидент, лауреат Нобелівської премії миру (2000).
- Василь Стус — поет, дисидент, лауреат Шевченківської премії (1989, посмертно).
- Ліна Костенко — поетеса, дисидентка, лауреатка Шевченківської премії (1987).
- Іван Гель — правозахисник, дисидент, лауреат Шевченківської премії (2006, посмертно).
- Микола Руденко — правозахисник, дисидент, лауреат Шевченківської премії (2002, посмертно).

Діячі дисидентського руху є героями українського народу. Їхня боротьба за права людини і свободу слова була важливою частиною української історії.